# Mabinogi
Mabinogi (nebo také Mabinogion) je soubor jedenácti středověkých velšských bájí a pověstí, vzniklých v období od začátku 12. století do poloviny 14. století, které se dochovaly ve dvou rukopisech vytvořených ve 14. století. Texty z těchto rukopisů jsou však považovány za opisy mnohem starších děl, jejichž vznik je kladen do období od poloviny 11. do konce 12. století. Tato díla tematicky zachycují staré mytické a hrdinské příběhy, jejichž kořeny sahají až do starověké keltské mytologie a do raného období britských dějin.
Dva nejdůležitější rukopisné prameny souboru jsou Bílá kniha Rhydderchova (Llyfr Gwyn Rhydderch), vzniklá v první polovině 14. století, a Červená kniha hergetská (Llyfr Coch Hergest) sestavená po roce 1382. Obě knihy obsahují prozaické texty tzv. Čtyř větví Mabinogi (Pedair Cainc y Mabinogi), dále tzv. Tří velšských romancí (Y Tair Rhamant), další bájné příběhy, náboženské a historické texty i příklady rané velšské poezie.

## Etymologie názvu souboru

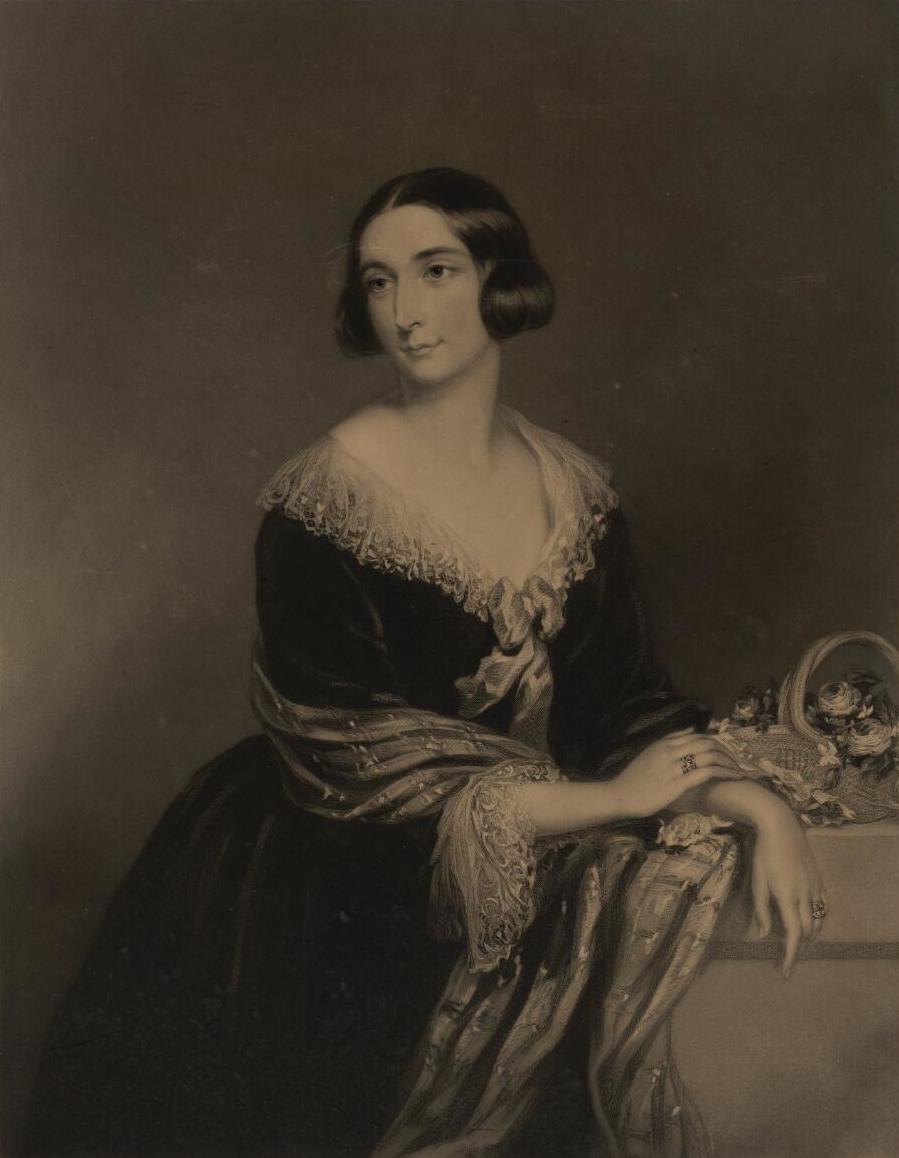
Lady Charlotte Guestová, portrét od skotského malíře Williama Walkera z roku 1852

Označení Mabinogi patří především jádru celého souboru, kterým jsou Čtyři větve Mabinogi. O význam tohoto slova, jehož základem je velšské slovo mab (chlapec, syn, mladý člověk), se ale vedou stále spory. Četní badatelé považují soubor za obdobu příběhů o dětství hrdiny, známých i z francouzské středověké literatury. Všemi čtyřmi větvemi se totiž prolíná postava Pryderiho, syna Pwylla, vladaře království Dyved, takže Mabinogi lze považovat za příběhy o narození, životě a smrti této postavy. Jiní literární vědci jsou přesvědčení, že slovo mabinog slouží pro označení uchazeče o titul barda (pěstitele básnictví), a soubor vědomostí, které takovýto uchazeč musel zvládnout, se podle nich nazývá mabinogon.
Každý příběh ze Čtyř větví končí slovy „tak končí tato větev Mabinogi“. Slovo mabinogion se zde vyskytuje pouze jednou, a to na konci první větve. Nyní se má všeobecně za to, že toto slovo vzniklo chybou středověkého písaře, který předpokládal, že mabinogion je množné číslo od mabinogi, takže toto slovo pravděpodobně nic neznamená.
Slovo mabinogion pro název díla použil jako první velšský filolog a lexikograf William Owen Pughe, když roku 1795 vydal v časopise Cambrian Register svůj překlad první větve Mabinogi pod názvem The Mabinogion, or Juvenile Amusements, being Ancient Welsh Romances. Jako The Mabinogion vydala svůj první úplný překlad souboru do angličtiny z let 1838–1849 (kritické vydání z roku 1877) také lady Charlotte Guestová, která ke čtyřem základním příběhům připojila osm dalších. Její překlad totiž obsahoval i Příběh Taliesina (Hanes Taliesin), který je v současné době jako pozdější dodatek vynecháván (tento příběh byl zaznamenán až v polovině 16. století a ve vlastní Mabinogi jsou o legendárním bardovi Taliesinovi pouze útržkovité zmínky).

## Obsah
Soubor zahrnuje sbírku jedenácti prozaických textů (vlastně povídek) odlišných typů, které nabízejí drama, filozofii, romantiku, tragédii, fantastiku i humor a jsou vytvořené různými vypravěči v průběhu času. Ve sbírce jsou tradičně uznávány dvě podskupiny: Čtyři větve Mabinogi a Tři velšské romance. V příbězích se prolíná křesťanství s pohanstvím a s tradicí učení druidů (pocit jednoty přírody s člověkem, soužití světa živých a mrtvých, prostupování světa kouzel a tajemných sil do reálného světa).
V chronologickém pořadí jde o tyto texty:
- Jak Kulhwch dostal Olwen (kolem roku 1100).
- Čtyři větve Mabinogi (kolem roku 1190),
  - Pwyll, vládce dyvedský,
  - Branwen, dcera Llyrova,
  - Manawydan, syn Llyrův ,
  - Math, syn Mathonwyův.
- Tři velšské romance (asi 1200–1250),
  - Owain, aneb Paní fontány,
  - Geraint a Enid,
  - Peredur, syn Efrawga.
- Setkání LLudovo s Llevelysem (asi 1200–1250).
- Sen Maxena Wlediga (asi 1200–1250).
- Rhonabwyho sen (asi 1200 až 1380).

### Čtyři větve Mabinogi

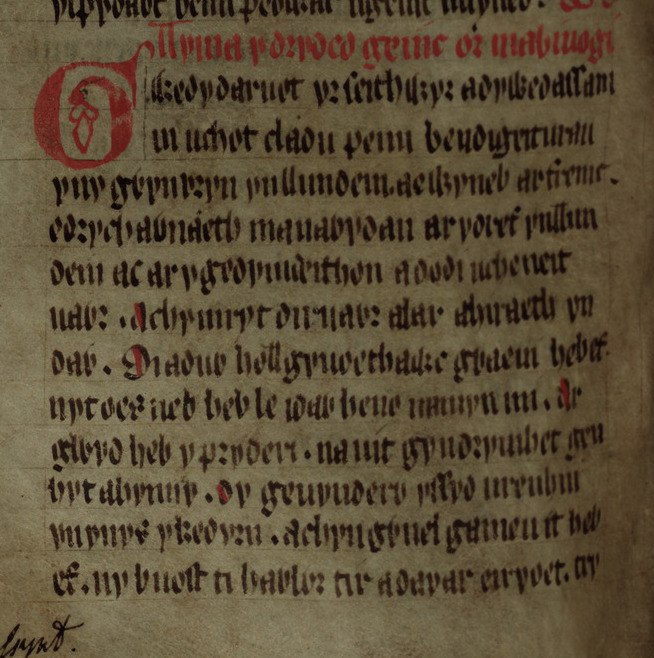
Druhá větev Mabinogi (Branwen, dcera Llyrova) v Červené knize hergetské

Čtyři větve Mabinogi (Pedair Cainc y Mabinogi) tvoří jádro souboru. Jde o zpracování nejstarší velšské mytologie a představují čtenáři legendární Británii (Wales, Irsko a Anglii) jako sjednocenou zemi pod jedním králem, přesto ale s mocnými samostatnými knížectvími. Texty jsou obsaženy v Bílé knize Rhydderchově a v Červené knize hergetské. V každém ze čtyř příběhů vystupuje Pryderi, syna Pwylla, vladaře knížectví Dyved, i když ne vždy jako ústřední postava. Jde o tyto příběhy:
- Pwyll, vládce dyvedský (Pwyll Pendefig Dyfed). První větev vypráví o Pryderiho rodičích a o jeho narození, ztrátě a opětovném nalezení.
- Branwen, dcera Llyrova (Branwen ferch Llŷr). Druhá větev líčí tragickou válku mezi Británií a Irskem, vyvolanou urážkou irského krále Matholwcha na jeho svatbě s Branwen, sestrou velkého krále Británie. V příběhu se objevuje také Prideri, ale ve vedlejší roli.
- Manawydan, syn Llyrův (Manawydan fab Llŷr). Třetí větev je o návratu Prideriho společně s Manawydanem, bratrem Branwen, z války domů, a popisuje neštěstí, která je tam pronásledují.
- Math, syn Mathonwyův (Math fab Mathonwy). Čtvrtá větev Mabinogi vypráví nejprve o králi Gwyneddu Mathovi a jeho synovci, kouzelníkovi Gwydionovi, kteří se dostanou do konfliktu s Priderim. Toho ve válce díky kouzlům zabije Gwydion. Další části příběhu je o narození a životě Mathova prasynovce LLeua, který se po jeho smrti stane králem.[8]

### Tři velšské romance

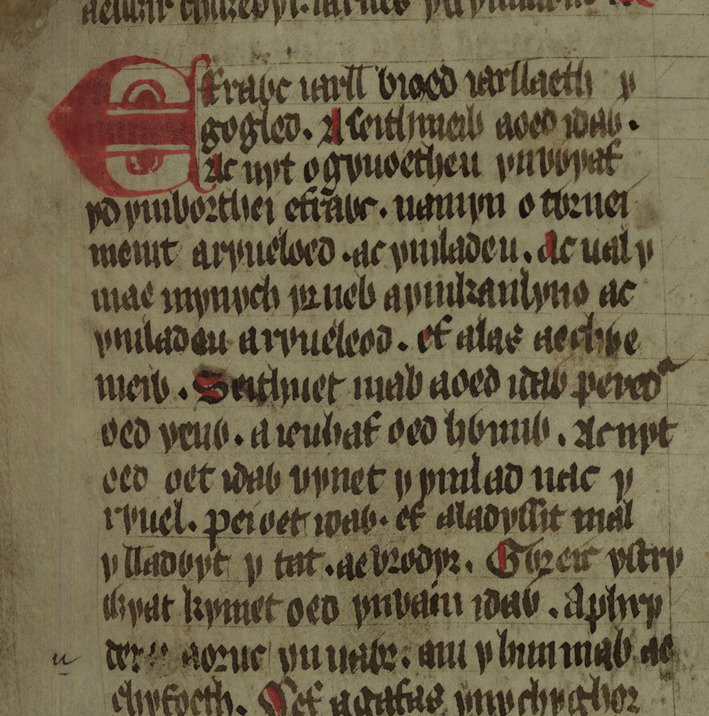
Peredur v Červené knize hergetské

Tři velšské romance (Y Tair Rhamant) jsou tři příběhy ze středního Walesu pravděpodobně ze 13. století zařazené do překladu Mabinogi lady Charlotte Guestovou. Jsou to verze artušovských příběhů, které se také objevují v díle Chrétiena de Troyes z druhé poloviny 12. století, a je možno je nalézt v Bílé knize Rhydderchově a v Červené knize hergetské ze 14. století. Tato část překladu Mabinogi se výrazně liší od ostatních jeho částí, protože se tematikou a postavami spíše přibližuje francouzskému dvorskému románu. Příběhy nejsou ale přímým překladem děl Chrétiena de Troyes a zahrnují materiál, který se v Chrétienově díle nenachází. Přesto není dodnes vyřešena otázka, zda jsou založeny na Chrétienových básních nebo zda pocházejí ze staršího sdíleného originálu. Mezi tyto příběhy patří:
- Owain, aneb Paní fontány (Owain, neu Iarlles y Ffynnon ), což odpovídá Chrétienovu Yvainovi, rytíři se lvem (Yvain ou le Chevalier au lion).
- Geraint a Enid (Geraint ac Enid), což odpovídá Chrétienovu Erec a Enide (Érec et Énide).
- Peredur, syn Efrawga (Peredur fab Efrawg), což odpovídá Chrétienovu dílu Parsifal aneb Příběh grálu (Perceval ou le Conte du Graal).[9]

### Další příběhy

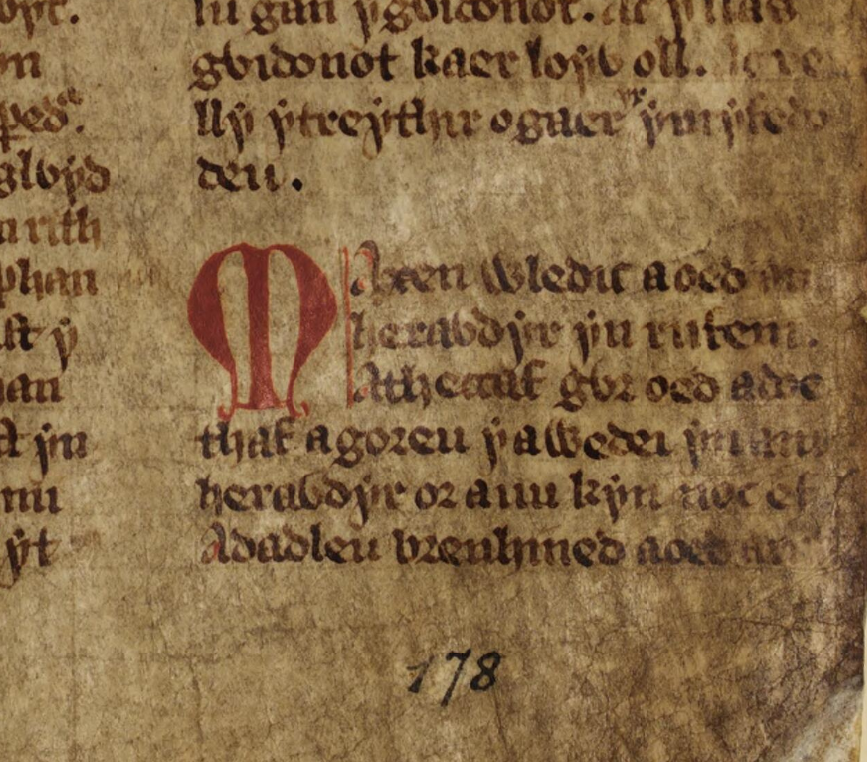
Sen Maxena Wlediga v Bílé knize Rhydderchově

Tyto příběhy zařadila do svého překladu Mabinogi Charlotte Guestová. Někdy jsou souhrnně označovány jako národní báje nebo pověsti.
- Sen Maxena Wlediga (Breuddwyd Macsen Wledig), příběh o římském císaři Magnovi Maximovi.
- Setkání Lludovo s Llevelysem (Cyfranc Lludd a Llefelys), příběh o hrdinovi velšské mytologie Lluddovi Llawovi Ereintovi (Lluddovi ze Stříbrné ruky).
- Jak Kulhwch dostal Olwen (Culhwch ac Olwen), jeden z nejstarších příběhů, ve kterém vystupuje král Artuš.
- Rhonabwyho sen (Breuddwyd Rhonabwy), vyprávění popisuje snovou vizi návštěvy doby krále Artuše, kterou zažila jeho ústřední postava Rhonabwy, služebník krále Madoga z poloviny 12. století.[10]

## Česká vydání
- Mabinogi: keltské pověsti, Brno: Jan V. Pojer 1944, přeložil Jan Vilikovský, překlad neobsahuje Tři velšské romance.
- Mabinogi: keltské pověsti. Kladno: Josef Cipra a František Konůpek 1949, přeložil Jan Vilikovský, překlad neobsahuje Tři velšské romance.
- Mabinogi: keltské pověsti. Praha: SNKLU 1965, přeložil Jan Vilikovský, překlad neobsahuje Tři velšské romance.
- Mabinogi: keltské pověsti. Brno: Zvláštní vydání 1995, přeložil Jan Vilikovský, překlad neobsahuje Tři velšské romance.
- Setkání Lluddovo s Llevelysem, Úvaly: Ateliér Krupka 2009, přeložil Jan Vilikovský.